# Gouvernement Malou I
Royaume de Belgique
d'Anethan Frère-Orban II

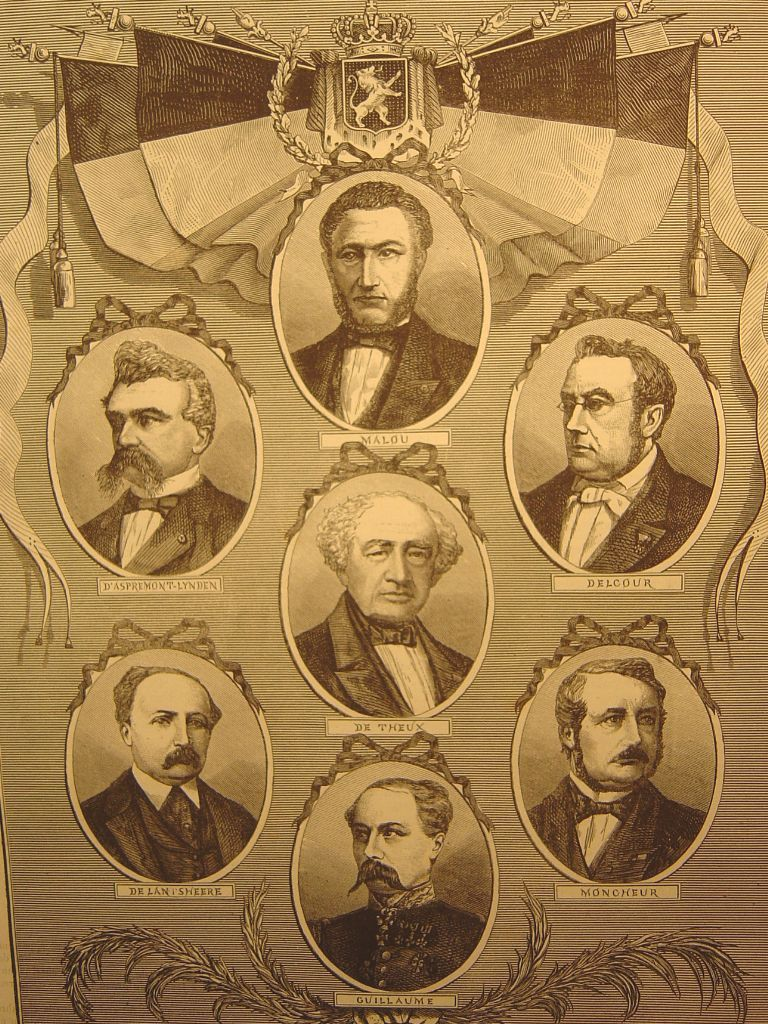
Membres du gouvernement Malou I.

Le gouvernement Malou I est un gouvernement catholique qui gouverna la Belgique du 7 décembre 1871 jusqu'au 21 juin 1878. Après le décès de Barthélemy de Theux de Meylandt, qui avait formé le gouvernement, Jules Malou devient le chef du gouvernement. Il est  également Ministre des finances.

## Contexte
Le gouvernement prend place dans une période de bipolarisation de la vie politique qui se déroule de la fin de l’unionisme jusqu’à 1894. Ce bipolarisme s’explique par la présence d’un grand clivage, celui de l’Église et de l’État.
Il y a alors seulement deux parties qui s’opposent, la gauche libérale et la droite catholique. À cette époque les mots « gauche » et « droite » ne désignent que les groupes parlementaires en fonction de leurs localisations par rapport au président de la chambre. Les gouvernements libéraux et catholiques alternent mais les libéraux restent dominants jusqu’au début des années 1880 car ils sont beaucoup mieux organisés que leurs adversaires.
C’était une époque de grande lutte entre catholiques et libéraux. Les querelles politiques n’avaient jamais encore atteint un tel degré de violence.
Le gouvernement Malou succéda au gouvernement d'Anethan. Le ministère d’Anethan fut dans un premier temps formé à la suite des élections du 14 juin 1870 mais ne disposant pas d’une majorité parlementaire, le gouvernement proposa une dissolution des Chambres.
De nouvelles élections eurent lieu le 2 août 1870, ils résultèrent cette fois ci à une nette majorité catholique. Le nouveau gouvernement d’Anethan fut formé dans une période particulièrement délicate car il doit notamment faire face à la crise politique et financière causée par la guerre franco-allemande. Cette guerre provoqua d’ailleurs des désaccords avec le roi sur plusieurs questions comme sur l’augmentation des dépenses militaires. De plus, un incident eut lieu. En effet, la nomination de l’ancien ministre Pierre de Decker au poste de gouverneur de Limburg alors qu’il est impliqué dans l’affaire Langrand causa de vives protestations dans toute la Belgique. Ce qui poussa le roi Léopold II à demander la démission d’Anethan, reprochant au gouvernement d’être incapable de maintenir l’ordre. Un nouveau ministère catholique fut constitué le 7 décembre 1871 par Barthélemy de Theux de Meylandt.

## Élection
Les élections eurent lieu le 2 août 1870. On compta 107 099 électeurs inscrits, 79 083 votants, 39 705 pour les catholiques et 32 448 pour les libéraux. Ce qui conféra 72 sièges aux catholiques et 52 sièges aux libéraux.

## Composition
| Photo de la personnalité | Nom                                                       | Fonction                                                              | Parti politique |
| ------------------------ | --------------------------------------------------------- | --------------------------------------------------------------------- | --------------- |
|                          | Barthélemy de Theux de Meylandt                           | Ministre sans portefeuille, Chef du cabinet ministériel jusqu'en 1874 | Catholique      |
|                          | Jules Malou                                               | Ministre des finances, Chef du cabinet ministériel depuis 1874        | Catholique      |
|                          | Théophile de Lantsheere                                   | Ministre de la justice                                                | Catholique      |
|                          | Charles Delcour                                           | Ministre de l'intérieur                                               | Catholique      |
|                          | Guillaume d'Aspremont Lynden                              | Ministre des affaires étrangères                                      | Catholique      |
|                          | François Moncheur, remplacé par Auguste Beernaert en 1873 | Ministre des travaux publics                                          | Catholique      |
|                          | Henri Guillaume, remplacé par Séraphin Thiebault en 1873  | Ministre de la guerre                                                 | Catholique      |

Le gouvernement Malou voit le jour en 1871 après la chute du gouvernement précédent, celui d’Anethan. Dans sa composition, on retrouve le comte de Theux et Jules Malou qui avaient déjà été membres dans des gouvernements précédents. À part ces deux ministres, il s'agit d'un « ministère d’inconnus».

### Section 1. Remaniement
En 1874, le compte de Theux décéda et Jules Malou prit la tête du cabinet ministériel « dont il assumait en fait la direction depuis l'origine ». Malheureusement les changements ne s’arrêtent pas là puisque le ministre Moncheur dut démissionner pour cause médicale et sera remplacé le 23 octobre 1873 par Auguste Beernaert, un avocat de la cour de cassation qui ne fut pas accepté par le Roi au départ mais qui convaincu par Malou accepta Beernaert dans le gouvernement. En effet : « Avoir amené aux affaires publiques un homme de la valeur de Beernaert, demeure, sans aucun doute, un des plus grands services que Jules Malou rendit à son pays et à son parti ».Henri Guillaume fut remplacé quant à lui le 25 mars 1873 par Séraphin Thiebault.

## Réforme
Dans ce gouvernement, plusieurs réformes vont voir le jour notamment en matière d’élection, de société et de langue.
À titre d'exemple, le gouvernement rachètera durant cette période les chemins de fer privés. Cela en grande partie à cause de la cession de ceux-ci à des compagnies étrangères et du rôle que cette cession aurait dans les conflits comme dans le conflit franco-prussien, mais également car ils manquaient d'unité, leurs tarifs étaient différents.
Une autre loi sera votée en 1873. Elle comblera les déficiences de l’armée afin de donner des satisfactions au Roi tout en conservant le remplacement et en n'instaurant pas le service militaire personnel. En supplément de cette loi, le Roi obtiendra : « une somme de 2 millions pour la construction de fortifications sur les deux Nèthes, et une somme de six millions pour l'artillerie».
Cependant, les mesures les plus notables adoptées par le gouvernement Malou sont la loi sur les sociétés anonymes, sur le vote secret et l'isoloir et les lois en matières linguistiques.

### Section 1. Loi sur les sociétés anonymes
Depuis 1807, les sociétés avaient besoin de l’autorisation du ministre des Affaires étrangères afin de pouvoir exister en tant que société anonyme mais le 18 mai 1873 le gouvernement de Jules Malou fit voter une loi sur les sociétés anonymes déclarant qu’ils retiraient l’autorisation dont elles nécessitaient pour leur création, la loi prévit également une nouvelle forme de société commerciale, la société coopérative. Les sociétés anonymes peuvent ainsi être créées sans autorisation mais elles ont des conditions à respecter comme :
- Le capital social doit être souscrit.
- Le nombre d’associés est de sept membres minimum.
- L’obligation de publicité de leur évolution et de leur résultat.

### Section 2. Instauration du vote secret et de l’isoloir
En 1877, une grande réforme électorale a lieu à la suite de laquelle, le bulletin de vote est modifié. En effet, on ajoute ce que l’on appelle la « case de tête » en haut des bulletins qui seront pour la première fois imprimé. Avant cela, les bulletins étaient rédigés au domicile des votants ou dans le couloir électoral qui est l’ancêtre de l’isoloir en y inscrivant le nom de n’importe quel candidat pour lequel ils votent, ce qui peut amener à des fraudes et des pressions sur les électeurs. Pour éviter cela, une loi du 9 juillet 1877 sur le secret du vote et des fraudes électorales voit le jour, et « impose un bulletin unique et identique pour tous les électeurs, présentant des listes de candidats arrêtés à l’avance ». À partir de cette loi et de cette réforme, l’électeur dispose de deux méthodes pour voter :
- Soit il vote pour les candidats de son choix en mettant une croix à côté de leurs noms. Les croix peuvent être faites sur des listes de partis différents et elles sont limitées au nombre de sièges disponible dans la circonscription où il vote. C’est ce que l’on va appeler le vote de « préférence ».
- Soit il peut voter en « case de tête », ce qui signifie qu’il va voter pour tous les candidats de la liste.
La case de tête n’a donc pas un effet défavorable, dans un scrutin qui est toujours majoritaire en 1877 et dont l’on comptabilise le nombre de voix par candidat et non par liste, sur le vote car l’objectif de celle-ci est de faciliter le vote et de réduire le temps que cela prend.

### Section 3. Réforme linguistique
Le gouvernement Malou adopta les deux premières lois en matière de législation linguistique. La première loi linguistique fut la loi du 17 août 1873, elle concernait l’emploi des langues en matières répressive. Ensuite, la deuxième loi linguistique fut la loi du 22 mai 1878, elle concernait l’emploi des langues en matière administrative.

## Critique

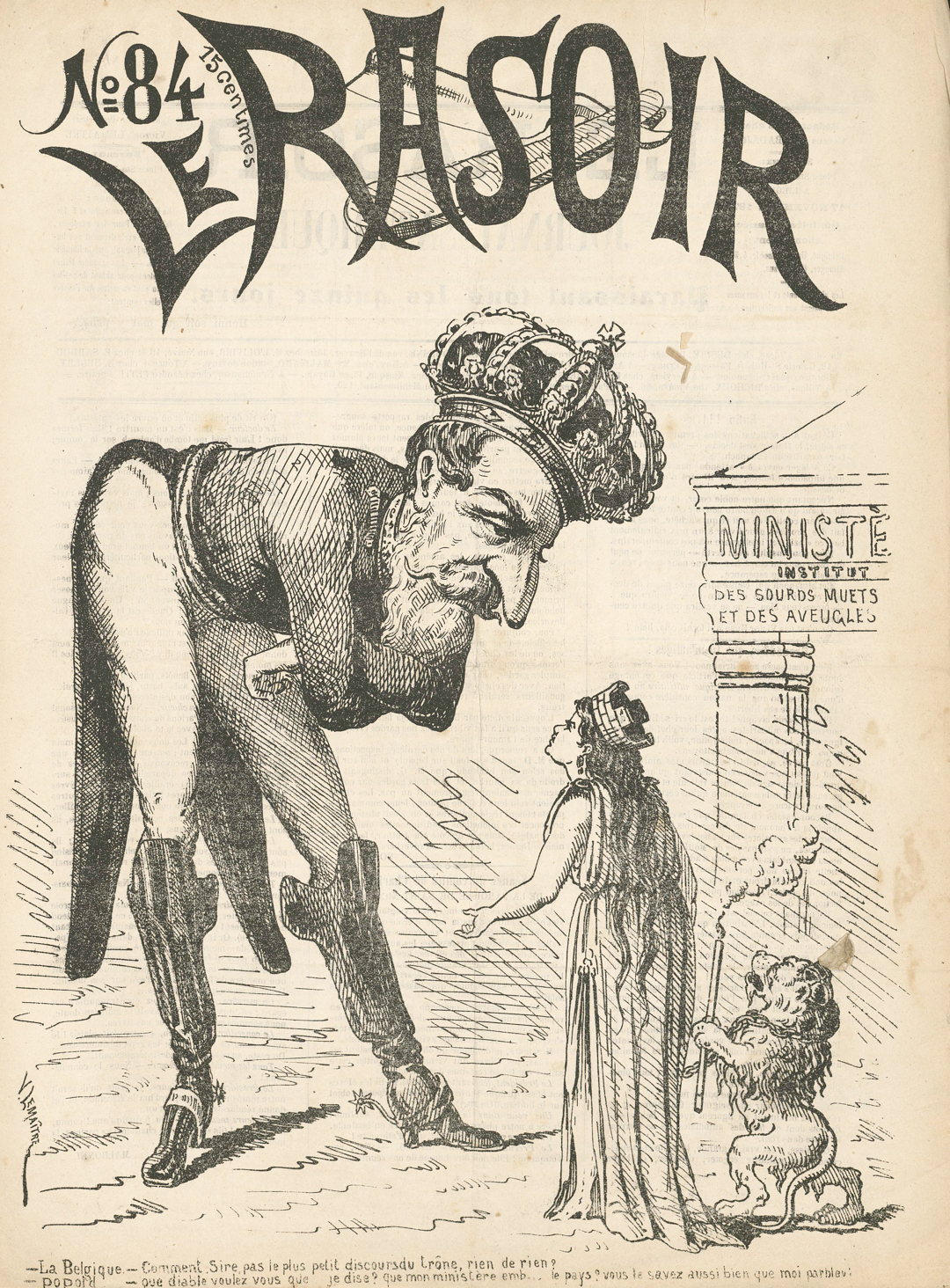
Caricature dirigée contre le ministère Malou. La Belgique demande au roi : «Comment, Sire, pas le plus petit discours du Trône, rien de rien ?» - Léopold II «Que diable voulez-vous que je dise ? Que mon ministère emb... le pays ? Vous le savez aussi bien que moi parbleu !» Caricature de V. Lemaître publiée dans Le Rasoir, journal liègeois, le 17 novembre 1872.

Le gouvernement Malou était considéré comme étant catholique libérale. En effet, celui-ci défendait des objectifs libéraux sur le plan économique et en ce qui concerne le rapport entre l’Église et l’État, il tenait des positions modérées. C’était une politique catholique de compromis.
Cette démarche conciliante a été fortement critiquée d’une part par l’aile ultramontaine du parti catholique qui les blâmait car ils les considéraient comme étant lâche et traître et d’autre part par le courant libéral anticlérical.
Les ultramontains reprochaient aux catholiques libéraux de ne pas respecter les principes de la doctrine catholique notamment celle qui confiait à l’Église l’organisation de vie en société.  Les ultramontains n’étaient pas nombreux mais leur combativité était considérable.
De plus, le ministère Malou se tenait le plus possible hors des querelles politico-religieuses, il ne tenta pas de réviser les lois de sécularisation des gouvernements libéraux précédent. Cette politique satisfaisait les libéraux mais elle irritait certains catholiques, même dans les rangs parlementaires. Elle provoquait également encore plus l’exacerbation des ultramontains.
Le gouvernement Malou était attaqué de tous les côtés, aussi bien de la gauche que de l’extrême droite.

## Démission
Une encyclique : « Quanta cura » de 1864 rédigé par le pape Pie IX qui condamne les libertés modernes contenues dans la constitution, faisait naitre des doutes chez certains catholiques car ils pensaient que leur but était de supprimer la constitution en obtenant la majorité pour le parti. La réalité est tout autre car pour les catholiques dont le père Deschamps, « la constitution belge était acceptable ». De ce fait, Frère-Orban en profita pour présenter son parti, le parti libéral comme grand protecteur de la Constitution, ce qui lui permit lors des élections de 1878 de remporter les suffrages et d’obtenir la majorité. À la suite de cela, Malou porta sa démission et celle de son gouvernement au roi et laissa la place au gouvernement suivant, celui de Frère-Orban II.

## Historique du mandat
C'est durant cette législature, le 16 août 1873, que Jules Malou fit voter la loi réglant l’emploi du néerlandais en matière de droit pénal dans la partie flamande de la Belgique,.